# Xstrata
Xstrata plc war ein international tätiges Schweizer Bergbauunternehmen, das als public limited company in London eingetragen war, seinen Hauptsitz aber in Zug hatte. Das Unternehmen war sowohl an der Londoner wie auch der Schweizer Börse notiert. Xstrata beschäftigte laut eigenen Angaben direkt und indirekt rund 70.000 Mitarbeiter und erwirtschaftete 2012 einen Umsatz von rund 31,6 Milliarden US-Dollar. Hauptaktionär von Xstrata war mit einem Anteil von 34,38 % die im Rohstoffhandel tätige Glencore, die Xstrata inzwischen vollständig übernommen hat.

## Geschichte
Xstrata wurde 1926 als Südelektra AG gegründet und war zunächst bei Infrastruktur- und Stromprojekten in Lateinamerika tätig. Durch eine Vielzahl von Übernahmen expandierte das Unternehmen zu einem breit diversifizierten Bergbauunternehmen. 1999 änderte die in Zug ansässige Südelektra AG ihren Namen in Xstrata AG. Anlässlich des 2002 erfolgten Börsenganges organisierte sich die Unternehmensgruppe neu. Die bisherige Xstrata AG wurde dabei als Aktiengesellschaft nach Schweizer Recht aufgelöst und als Xstrata plc zur Publikumsgesellschaft. Hauptsitz blieb dabei weiterhin Zug.
Xstrata ist seither nicht zuletzt dank mehrerer grosser Übernahmen und des Rohstoffbooms zu einem der umsatzstärksten Unternehmen in der Schweiz angewachsen und betreibt Unternehmen und Projekte in insgesamt 18 Ländern. Der einzige Standort von Xstrata in Deutschland ist eine Zinkhütte in Nordenham.
Am 7. Februar 2012 wurde bekanntgegeben, dass sich Xstrata mit der in Baar domizilierten Glencore über eine Fusion verständigt habe. Einige grössere Aktionäre kündigten dagegen Widerstand an und die Genehmigungen der Wettbewerbsbehörden stehen noch aus. Nach eingehender Prüfung teilte die Europäische Kommission am 22. November 2012 in Brüssel mit, dass die angestrebte Fusion der beiden Konzerne zur Glencore Xstrata International plc genehmigt wurde. Als einzige Auflage wurde die Beendigung der Kooperation zwischen Glencore und dem Zinkhersteller Nyrstar genannt. Im April 2013 gab auch das Handelsministerium der Volksrepublik China als Regulierungsbehörde ihre Zustimmung zu der Fusion unter der Auflage, dass Glencore eine Kupfermine in Peru verkaufen und bis zum Jahr 2020 den chinesischen Kunden bestimmte Mengen an Kupfer, Zink und Blei liefern wird.

## Geschäftsfelder
Das Haupttätigkeitsgebiet der Unternehmensgruppe umfasst die Förderung von Kupfer, Kohle, Nickel, Vanadium und Zink. Zusätzlich fördert Xstrata auch Platin, Gold, Kobalt, Blei und Silber und ist stark im Recycling tätig. Xstrata ist in 18 Ländern auf sechs Kontinenten aktiv. Der Hauptaktionär Glencore übernimmt für Xstrata die Vermarktungsrechte unter anderem für Nickel, Kobalt, Kupfer und Vanadium.

## Kritik
Xstrata liegt in den Nachhaltigkeitsberichten einer Schweizer Fachhochschule (Fachhochschule Nordwestschweiz) regelmässig auf den vordersten Rängen, wobei der Forschungsleiter betont, dass der Bericht nicht angibt, ob ein Unternehmen nachhaltig wirtschaftet oder sozial agiert, sondern nur misst, wie gut das Unternehmen darüber berichtet. Für den Umgang mit seinen Minenarbeitern, vor allem in den Schwellenländern, wird Xstrata immer wieder kritisiert. So geriet beispielsweise 2002 das südafrikanische Tochterunternehmen «Vantech» in schwere Kritik, als bekannt wurde, dass innerhalb von zwei Jahren 83 Beschäftigte – laut Gewerkschaft sogar 120, rund ein Viertel der gesamten Belegschaft – am Standort in der Provinz Mpumalanga suspendiert wurden, von denen die meisten an Bronchitis oder schwerem Asthma litten. Grund für die Erkrankungen war laut einer bereits 2001 veröffentlichten Untersuchung des südafrikanischen Bergbauministeriums, dass sie dem giftigen Minenerz Vanadiumpentoxid ausgesetzt waren. Dem Bericht des Ministeriums zufolge hatte der Vanadiumpentoxid-Staub an manchen Arbeitsstellen den zulässigen Grenzwert zuweilen um das 31fache überschritten. Ein weiterer Bericht des Ministeriums, der 2002 publiziert wurde, kritisierte, dass das Vantech-Management die Gesundheitsrisiken ignorierte und die Mitarbeiter «über Jahre hinweg einer inakzeptabel hohen Konzentration von chemischen Substanzen» aussetzte. Dennoch, so der Bericht ebenfalls, könne der Betriebsleitung keine eindeutige Verletzung der Arbeitsschutzgesetze vorgeworfen werden. Empfohlen wurde jedoch eine Reihe von Massnahmen, die das Unternehmen ergreifen sollte, um das Gesundheitsrisiko so gering wie möglich zu halten.
2012 kam es in Peru zu großen Protesten indigener Quechua-Kleinbauern, bei denen dem Unternehmen massive Umweltverschmutzungen beim Betrieb der Kupfermine Tintaya (Provinz Espinar, Region Cusco) vorgeworfen wurden. Dabei starben zwei Menschen und die Regierung verhängte in der betroffenen Provinz den Ausnahmezustand. Unter den Festgenommenen war auch der Bürgermeister von Espinar, Óscar Mollohuanca, der kurz zuvor in der Schweiz versucht hatte, mit Xstrata eine Lösung des Konflikts auszuhandeln. Die Kongress-Abgeordnete Verónika Mendoza – spätere Präsidentschaftskandidatin des links-ökologisch orientierten Parteienbündnisses Frente Amplio – verließ daraufhin am 4. Juni 2012 aus Protest die Regierungsfraktion Gana Perú und die Peruanische Nationalistische Partei des Präsidenten Ollanta Humala.